# Bahnstrecke Greymouth–Rewanui
| Vor der Lok ist die Fell-Mittelschiene gut zu erkennen. |                   |                            |                            |
| Streckenlänge: | 13 km             |                            |                            |
| Spurweite: | 1067 mm (Kapspur) |                            |                            |
| Maximale Neigung: | 39 ‰              |                            |                            |
| |                   |                            |                            |
| \| \| \| von Hokitika \| \| \| \| 0,00 \| Greymouth (früher Bahnhof) \| Greymouth (früher Bahnhof) \| \| \| \| von Christchurch \| \| \| \| \| Grey River/Māwheranui \| \| \| \| 0,83 \| Cobden Bridge \| Cobden Bridge \| \| \| 4,40 \| Camp \| Camp \| \| \| 6,060,00 \| Runanga \| Runanga \| \| \| \| \| \| \| \| 3,72 \| Rapahoe \| Rapahoe \| \| \| \| Runanga (alter Bahnhof) \| \| \| \| 7,61 \| Dunollie \| Dunollie \| \| \| \| Tunnel 1 (50 m) \| \| \| \| \| Tunnel 2 (45 m) \| \| \| \| 12,97 \| Rewanui \| Rewanui \| \| \| \| \| \| \| Quellen: [1] \| \| \| \| |                   |                            |                            |
| Strecke |                   | von Hokitika               | von Hokitika               |
| Haltepunkt / Haltestelle | 0,00              | Greymouth (früher Bahnhof) | Greymouth (früher Bahnhof) |
| Abzweig ehemals geradeaus, nach rechts und von rechts |                   | von Christchurch           | von Christchurch           |
| Brücke über Wasserlauf |                   | Grey River/Māwheranui      | Grey River/Māwheranui      |
| ehemaliger Bahnhof | 0,83              | Cobden Bridge              | Cobden Bridge              |
| ehemaliger Bahnhof | 4,40              | Camp                       | Camp                       |
| ehemaliger Bahnhof | 6,060,00          | Runanga                    | Runanga                    |
| Abzweig ehemals geradeaus und nach links · Strecke von rechts |                   |                            |                            |
| Strecke (außer Betrieb) · Betriebs-/Güterbahnhof Streckenende | 3,72              | Rapahoe                    | Rapahoe                    |
| Bahnhof (Strecke außer Betrieb) |                   | Runanga (alter Bahnhof)    | Runanga (alter Bahnhof)    |
| Bahnhof (Strecke außer Betrieb) | 7,61              | Dunollie                   | Dunollie                   |
| Tunnel (Strecke außer Betrieb) |                   | Tunnel 1 (50 m)            | Tunnel 1 (50 m)            |
| Tunnel (Strecke außer Betrieb) |                   | Tunnel 2 (45 m)            | Tunnel 2 (45 m)            |
| Betriebs-/Güterbahnhof Streckenende (Strecke außer Betrieb) | 12,97             | Rewanui                    | Rewanui                    |
| |                   |                            |                            |
| Quellen: |                   |                            |                            |

Die Bahnstrecke Greymouth–Rewanui (Rewanui Branch, seit Aufgabe des oberen Streckenabschnitts auch als Rapahoe Branch bezeichnet) war eine 13 km lange in Kapspur ausgeführte Nebenbahn in der Region West Coast der Südinsel Neuseelands. Sie zweigte von der Midland Line in der Nähe ihres westlichen Endbahnhofs, Greymouth, ab und führte nach Rewanui in der Gebirgskette der Paparoa Ranges. Der Abschnitt nördlich von Runanga wurde 1985 stillgelegt, aber die ersten sechs Kilometer bis Runanga sind zusammen mit der ursprünglich als Abzweig nach Rapahoe angelegten Strecke noch in Betrieb.

## Bau

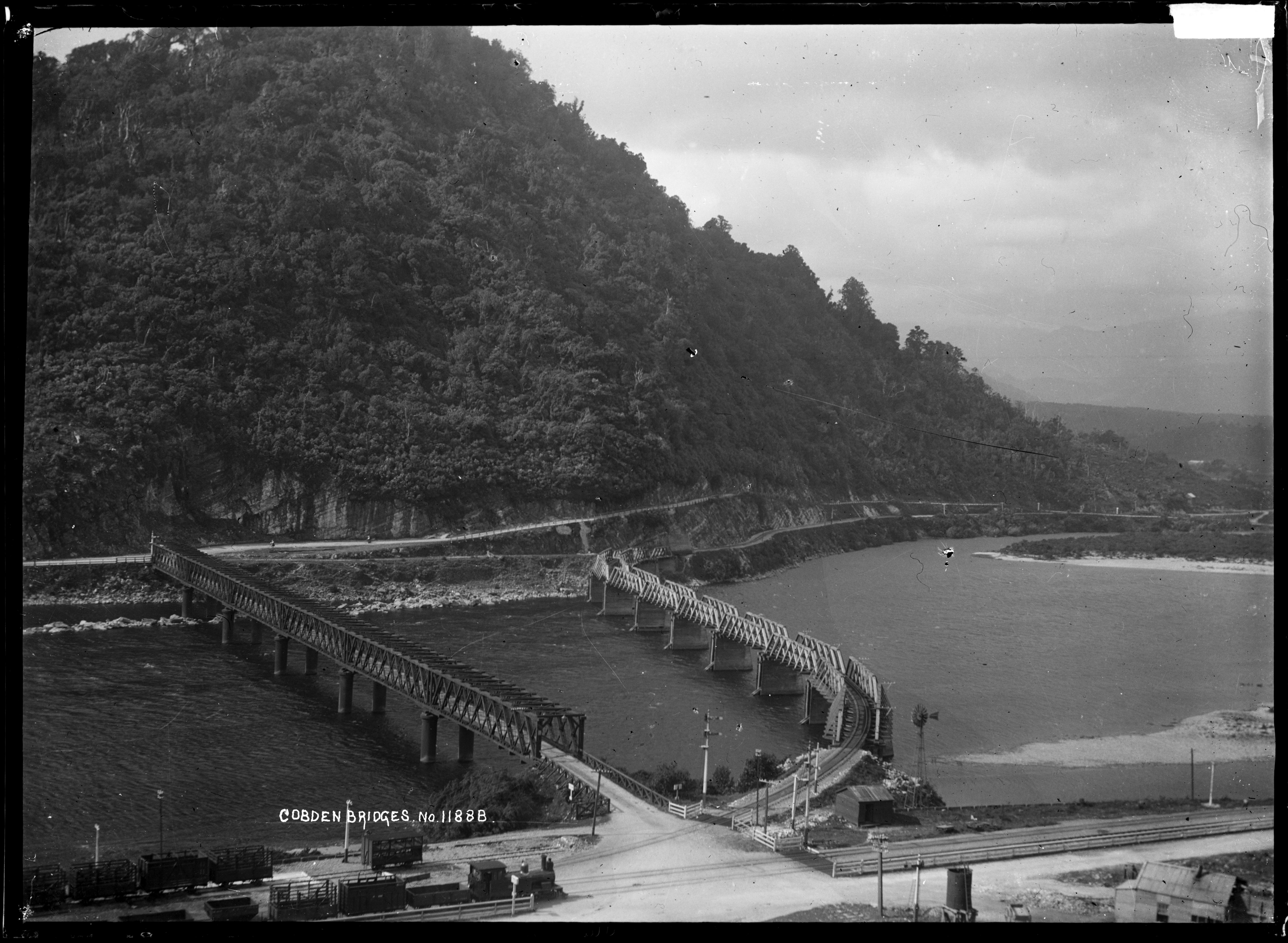
Vordergrund: Midland Line, abzweigend: Grey River-Brücke der Bahn nach Rewanui

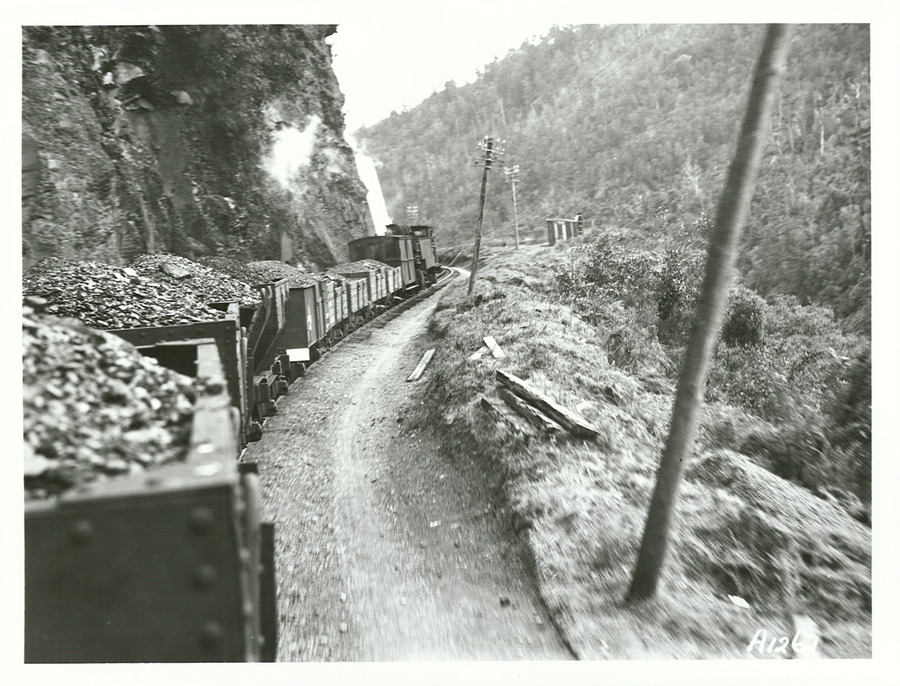
Beladener Kohlezug auf Talfahrt über die Steilrampe – rechts vom Gleis der Radweg für die Bergarbeiter

1889 begannen die Cobden Railway and Mining Company und die Point Elizabeth Coal Company gemeinsam mit dem Bau der Strecke, deren ursprünglicher Endpunkt in Dunollie lag. Das einzige nennenswerte Ingenieurbauwerk in diesem ersten und unteren Abschnitt der Strecke war die Cobden-Brücke über den Grey River/Māwheranui, gleich am Anfang der Strecke, hinter dem Abzweig von der Midland Line. Ein Jahrzehnt später löste sich diese Gemeinschaft auf und 1901 übernahm das staatliche Bergamt (State Mines Department) den Eisenbahnbetrieb. Der wechselte dann zum 1. Dezember 1904 auf die Staatsbahn NZR über.
In den Paparoa Ranges waren ergiebige Kohlevorkommen im Tal des Seven Mile Creek entdeckt worden. Diese wurden von der staatseigenen Liverpool Mine und einer Reihe nahegelegener privater Bergwerke abgebaut. Die Verlängerung nach Rewanui wurde für die Liverpool Mine gebaut, aber auch von den anderen Bergwerken genutzt.
Um diese Kohlevorkommen mit einer Eisenbahn zu erschließen, musste eine extrem steile Strecke gebaut werden. Dieser Abschnitt war 5,4 km lang und stieg zwischen Dunollie und der Endstation Rewanui um 163 Meter an und wies Steigungen von bis zu 39 ‰ auf. Diese Steilstrecke wurde deshalb mit dem System Fell ausgerüstet. Dieser zweite Abschnitt der Strecke wurde am 21. Januar 1914 eröffnet.

## Betrieb

### System Fell

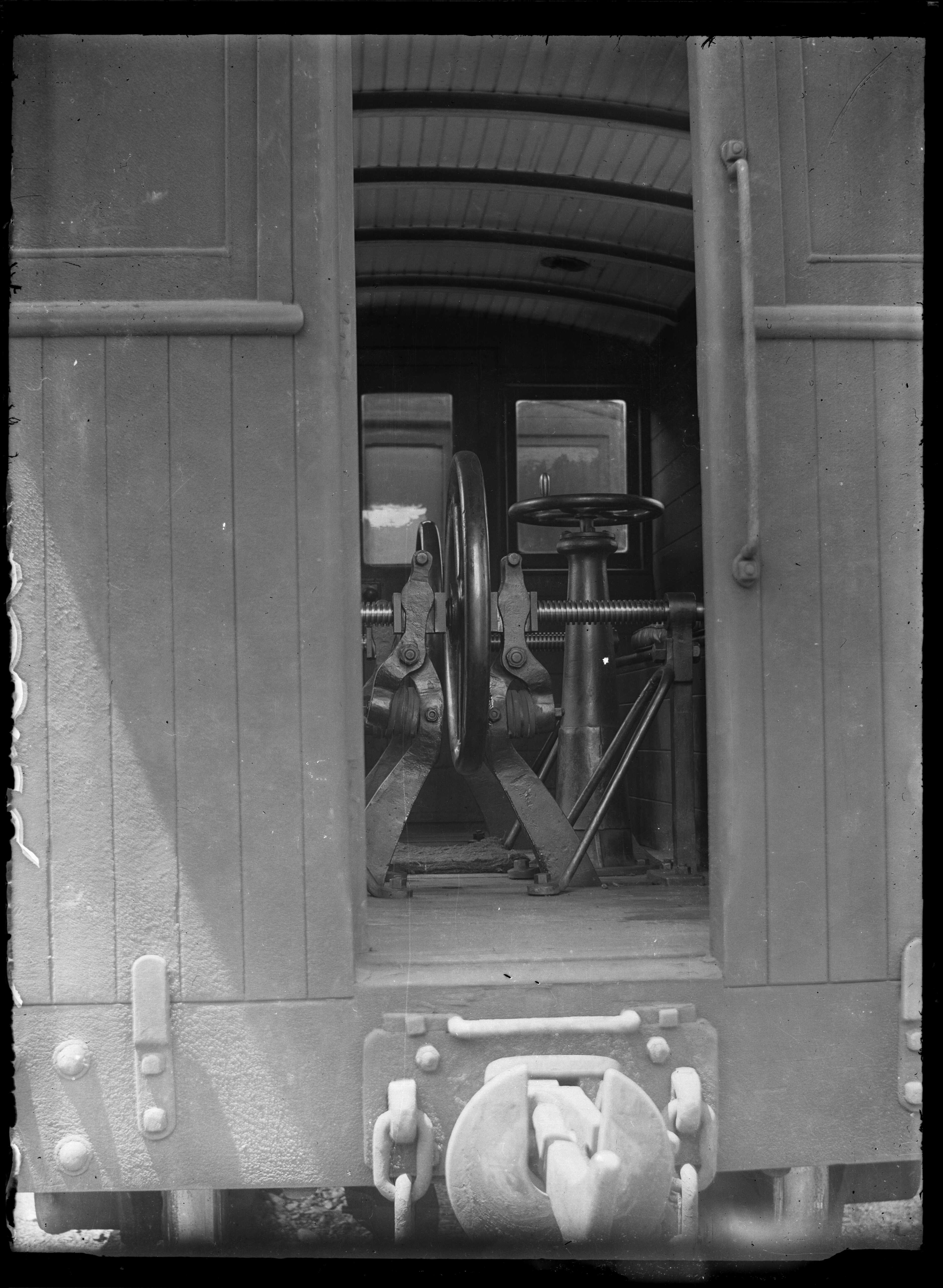
Blick in den Bremswagen: Die mechanische Kurbel-Bremse wurde mit der Hand bedient

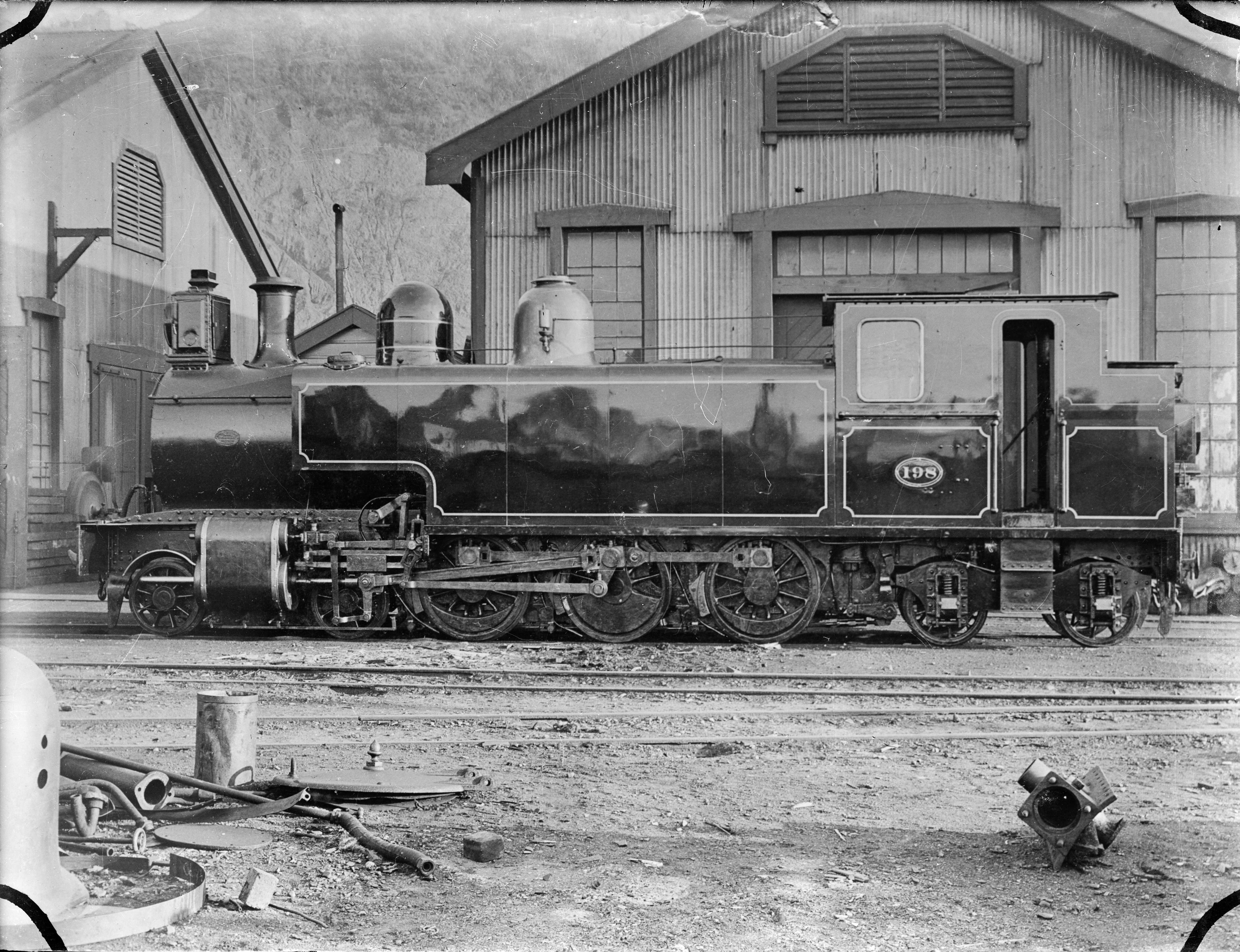
Lokomotive der Baureihe W^{E}

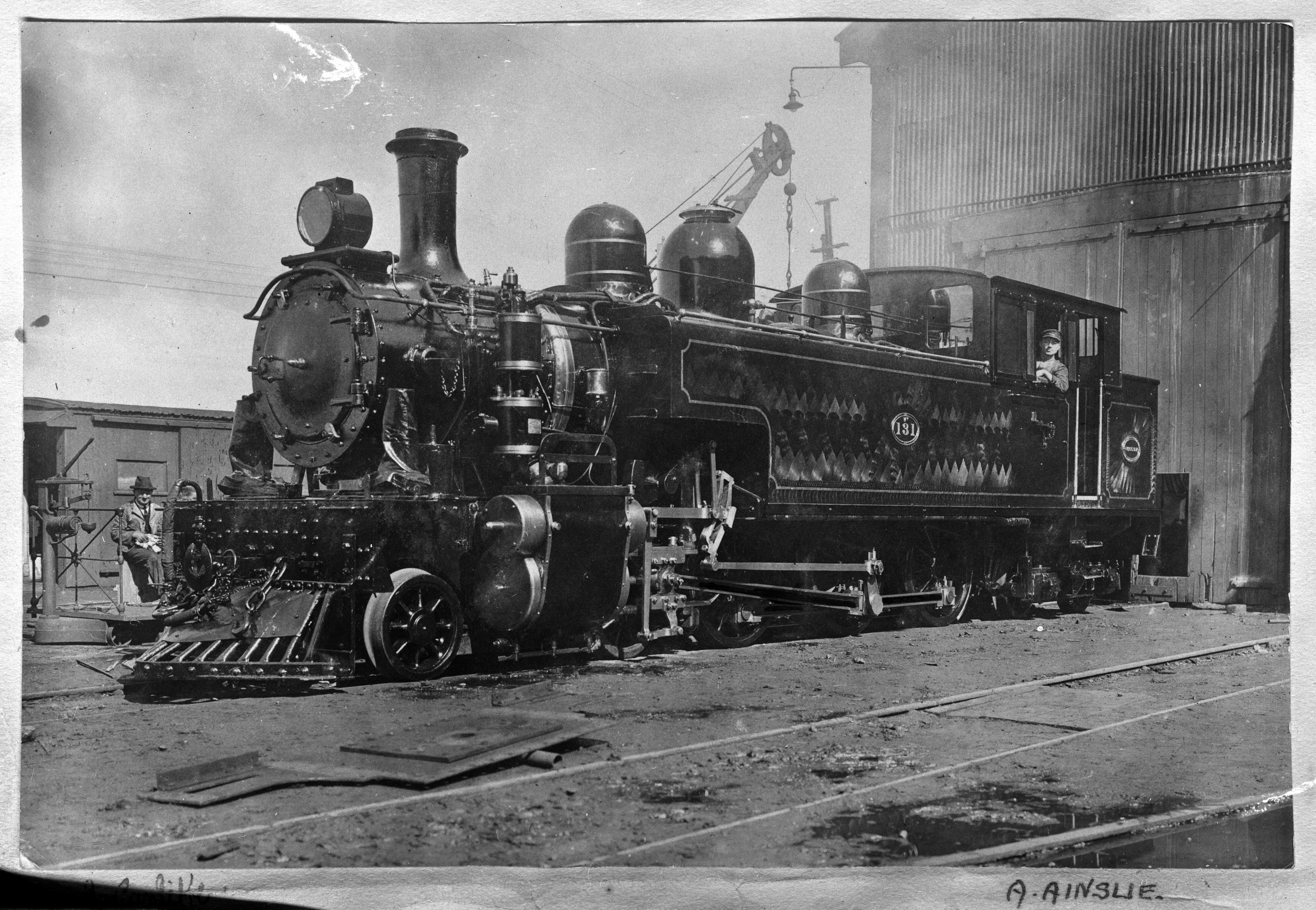
Lokomotive der Baureihe W^{W}

Die Strecke Greymouth–Rewanui war eine von drei Strecken in Neuseeland, die mit dem System Fell ausgerüstet waren. Die anderen beiden waren die Rimutaka-Rampe auf der Bahnstrecke Wellington–Woodville und die Dritte die auf der Rewanui gegenüberliegenden Seite des Paparoa-Gebirges betriebene Bahnstrecke Ngahere–Roa.
Da die Hauptlastrichtung der Strecke im Verkehr talwärts lag – die beladenen Kohlezüge fuhren vom Bergwerk zum Hafen in Greymouth, die Leerzüge von dort bergwärts – war das Hauptproblem des Steilabschnitts nicht die Bergfahrt, sondern das Bremsen bei der Fahrt talwärts. Deshalb wurde das Fell-System – im Gegensatz etwa zur Rimutaka-Rampe auf der Bahnstrecke Wellington–Woodville – nur bei der Talfahrt genutzt.
Es gab deshalb auf der Strecke keine Lokomotiven, die mit dem System Fell arbeiteten, sondern nur entsprechende Bremswagen. Davon wurden sechs gebaut, wobei drei für den Einsatz auf der Strecke nach Rewanui vorgesehen waren. Sie ähnelten in ihrer Konstruktion den Wagen, die auf der Rimutaka-Rampe eingesetzt wurden, hatten die gleichen Fahrgestelle und Bremsvorrichtungen. Nachdem die Gebirgsquerung auf der Bahnstrecke Wellington–Woodville seit 1955 durch den Rimutaka-Tunnel, einen Basistunnel, erfolgte und die Bremswagen damit überflüssig waren, wurden sie nach Greymouth überführt und auf den Steilstrecken nach Rewanui und Roa eingesetzt. Nachdem 1966 vier Lokomotiven mit zusätzlichen Bremsen ausgelegt worden waren, wurde die Fell-Mittelschiene abgebaut. Ausschließlich diese vier Lokomotiven waren auf der Strecke nach Rewanui zugelassen.

### Fahrzeuge
In der Ära der Dampflokomotiven kamen auf der Strecke zunächst Lokomotiven der Baureihe WE zum Einsatz. In den 1960er Jahren wurden drei Exemplare der Baureihe WW für den Einsatz nach Rewanui umgebaut. Im Juni 1969 lösten Diesellokomotiven mit verstärkten Bremsen die Dampflokomotiven ab. Es handelte sich hauptsächlich um Lokomotiven der Baureihe DJ.
Für Rettungseinsätze, bei Unfällen, die Bergleute erlitten, gab es einen Krankenwagen, der in Rewanui stationiert war und im Einsatzfall auch ohne Lokomotive, angetrieben einzig durch das Gefälle talwärts fuhr. Ab 1960 wurde er durch einen für den Betrieb auf Schienen umgebauten Land Rover ersetzt.

### Personenverkehr

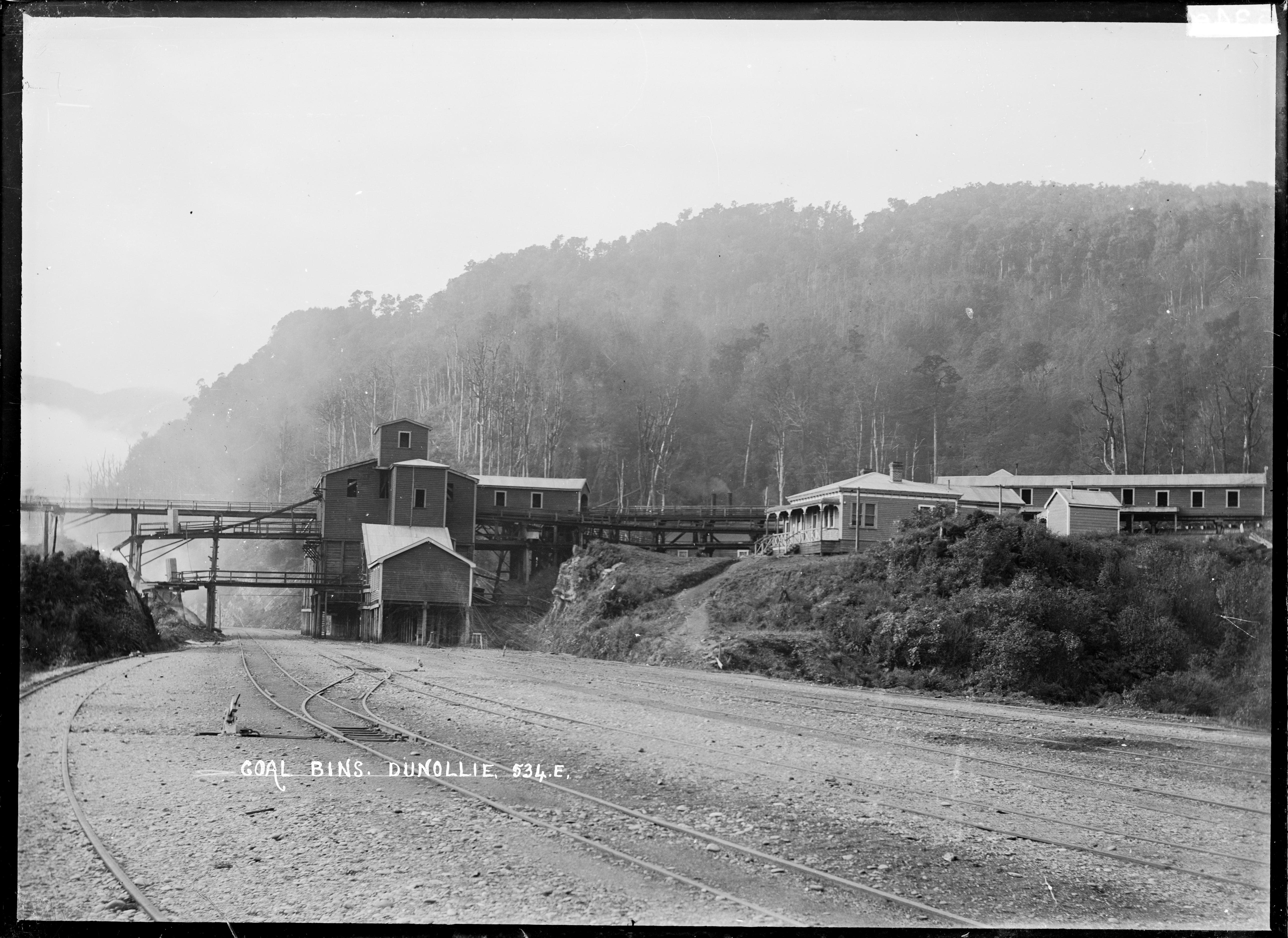
Bahnhof Dunollie, um 1910

Da Rewanui über eine Straße nicht erreichbar war, verkehrten eine beträchtliche Anzahl von Personenzügen nach den Standards der neuseeländischen Nebenbahnen. Obwohl die Züge in erster Linie für die Bergleute bestimmt waren, wurden sie in den späteren Jahren der Strecke aufgrund der landschaftlich reizvollen Lage auch zu einer lokalen Touristenattraktionen. Während der Ferienzeiten in der Mine wurden spezielle Touristenzüge eingesetzt, während des regulären Betriebs nahmen die Touristen typischerweise den frühen Nachmittagszug. 
Entlang der Strecke verlief ein Radweg, den Bergleute nutzten, die in Schichten arbeiteten, die keinen direkten Anschluss an einen Zug hatten.

### Güterverkehr

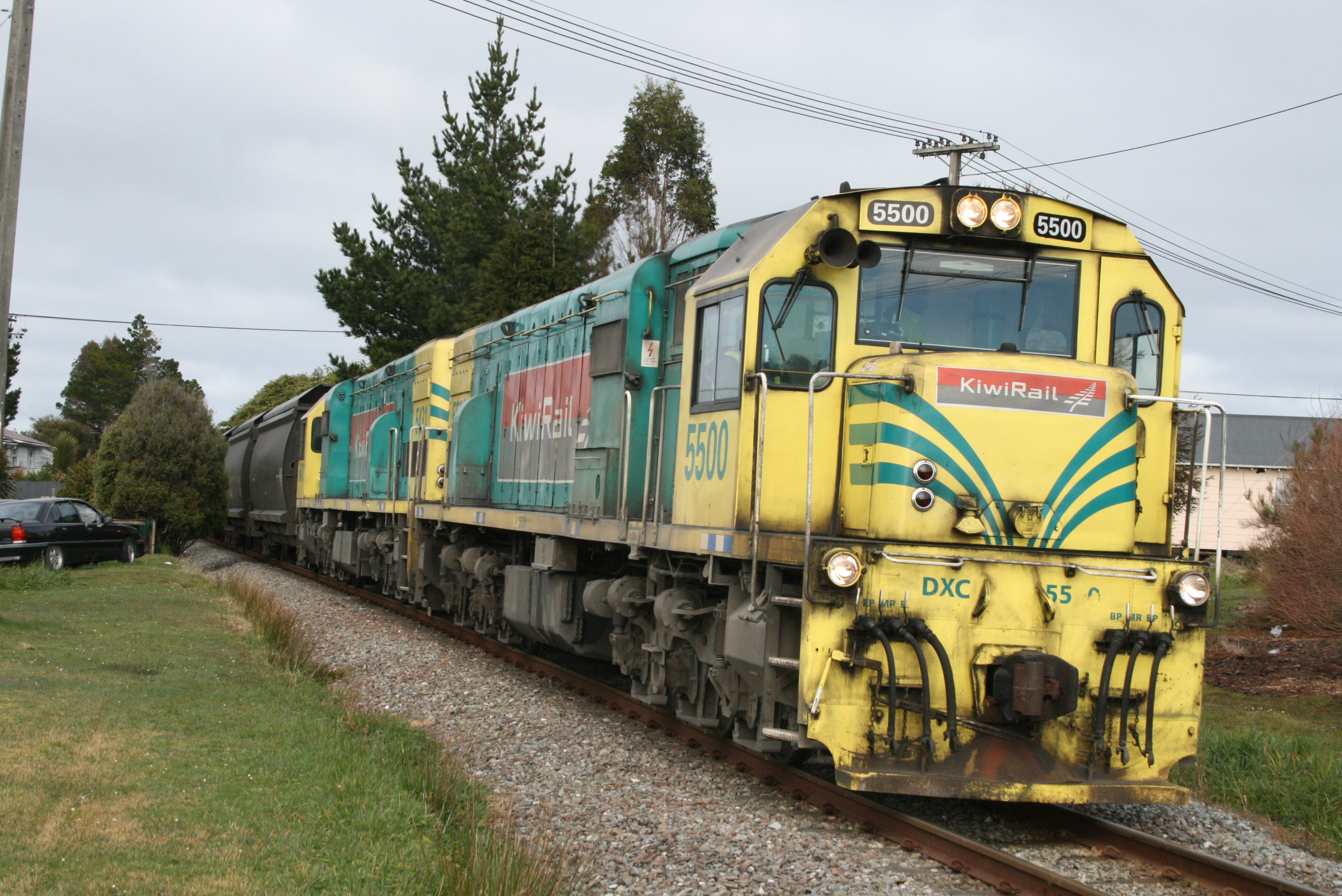
Kohlezug bei der Fahrt durch Runanga, 2009

Im Güterverkehr wurde fast ausschließlich Kohle befördert.

## Teilstilllegung

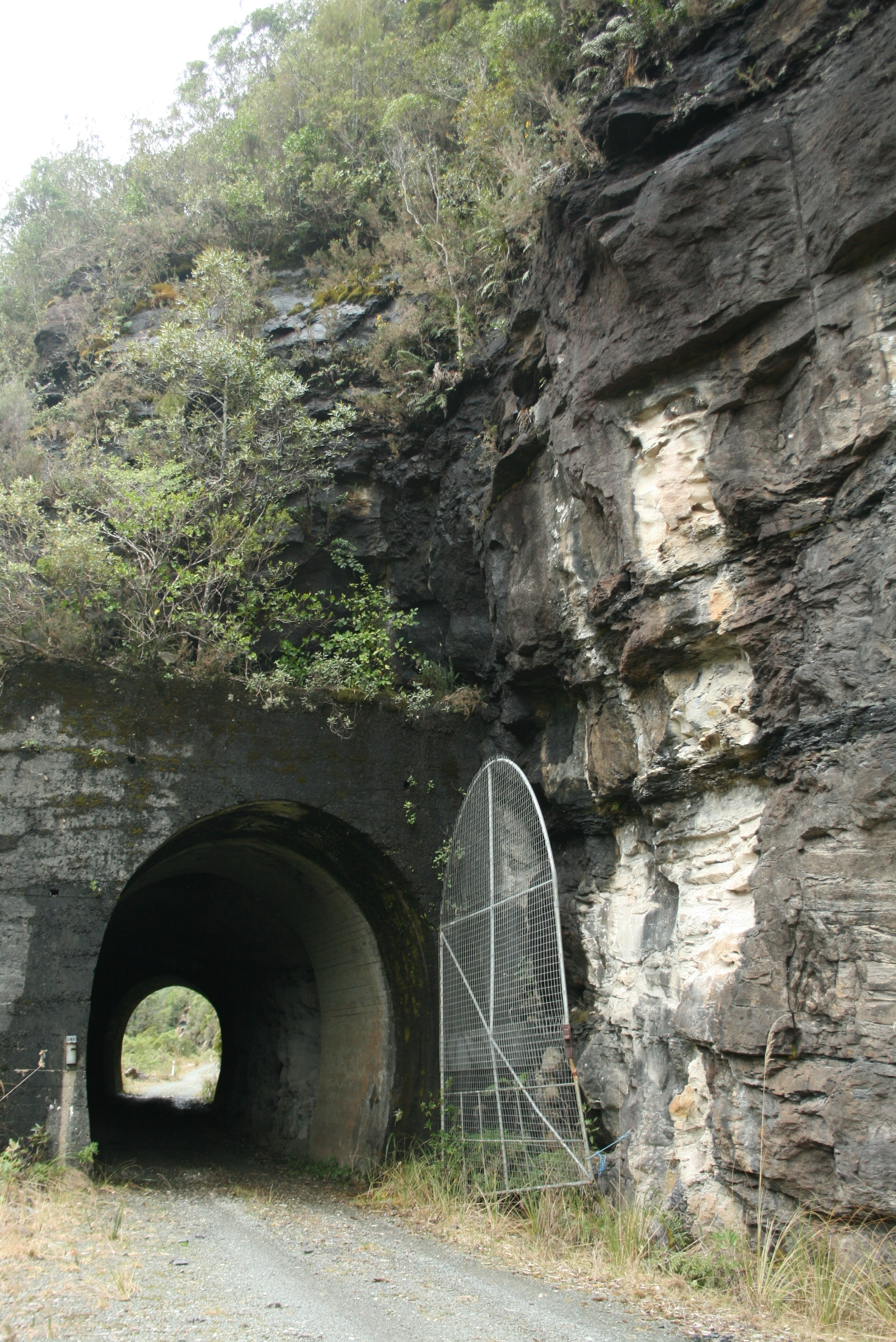
Tunnel Nr. 2

In den frühen 1980er Jahren wurde die Liverpool Mine zunehmend unwirtschaftlich. So endete der Betrieb des oberen Teils der Strecke, als das Bergwerk 1984 geschlossen wurde. Gelegentlich verkehrten noch Güterzüge bis zum Mai 1985, als ein letzter Zug Rewanui mit einer Ladung Kohle aus einem nahe gelegenen privaten Bergwerk verließ. Am 19. August 1985 wurde die Strecke oberhalb von Runanga formell stillgelegt und zu einem Fuß- und Radweg umgebaut. Der talseitige Abschnitt der Strecke befindet sich zusammen mit dem ehemaligen Abzweig nach Rapahoe weiter in Betrieb.